# Конвей (Флорида)
Конвей (англ. Conway) — переписна місцевість (CDP) в США, в окрузі Орандж штату Флорида. Населення — 13 596 осіб (2020).

## Географія
Конвей розташований за координатами 28°29′48″ пн. ш. 81°19′59″ зх. д. / 28.49667° пн. ш. 81.33306° зх. д. (28.496544, -81.333188).  За даними Бюро перепису населення США в 2010 році переписна місцевість мала площу 9,29 км², з яких 8,85 км² — суходіл та 0,43 км² — водойми.

## Демографія
Згідно з переписом 2010 року, у переписній місцевості мешкало 13 467 осіб у 5037 домогосподарствах у складі 3734 родин. Густота населення становила 1450 осіб/км².  Було 5400 помешкань (582/км²).
Расовий склад населення:
| - 88,6 % — білих - 3,7 % — чорних або афроамериканців - 2,2 % — азіатів - 0,3 % — корінних американців - 0,1 % — вихідців з тихоокеанських островів - 2,8 % — осіб інших рас |

До двох чи більше рас належало 2,3 %. Частка іспаномовних становила 16,5 % від усіх жителів.
За віковим діапазоном населення розподілялося таким чином: 21,9 % — особи молодші 18 років, 64,8 % — особи у віці 18—64 років, 13,3 % — особи у віці 65 років та старші. Медіана віку мешканця становила 41,7 року. На 100 осіб жіночої статі у переписній місцевості припадало 99,1 чоловіків;  на 100 жінок у віці від 18 років та старших — 97,5 чоловіків також старших 18 років.
Середній дохід на одне домашнє господарство  становив 82 081 долар США (медіана — 66 795), а середній дохід на одну сім'ю — 91 704 долари (медіана — 80 948). Медіана доходів становила 51 165 доларів для чоловіків та 41 842 долари для жінок. За межею бідності перебувало 11,5 % осіб, у тому числі 22,5 % дітей у віці до 18 років та 8,2 % осіб у віці 65 років та старших.
Цивільне працевлаштоване населення становило 7974 особи. Основні галузі зайнятості: науковці, спеціалісти, менеджери — 17,7 %, освіта, охорона здоров'я та соціальна допомога — 17,3 %, роздрібна торгівля — 15,2 %.